# Youri Mulder
Youri Mulder (Bruxelles, 23 marzo 1969) è un allenatore di calcio ed ex calciatore olandese, di ruolo attaccante. Successivamente è diventato opinionista dell'emittente olandese NOS Studio Voetbal.
Anche suo padre Jan è stato un calciatore.

## Carriera

### Club
Nato in Belgio ma di nazionalità olandese, centravanti puro, ha iniziato la carriera giocando nelle giovanili dell'Ajax.
Nel 1990 si trasferisce al Twente dove gioca nella massima serie olandese per tre stagioni, mettendo a segno 27 reti.
Nel 1993 passa allo Schalke 04, squadra di cui diventa una bandiera rimanendovi per nove anni e segnando 33 reti in 176 gare di Bundesliga. Con la squadra di Gelsenkirchen Mulder vince la Coppa UEFA 1996-1997 (anche se non scende in campo nella doppia finale contro l'Inter) e la Coppa di Germania 2000-2001, chiudendovi poi la carriera nel 2002.

### Nazionale
Mulder ha debuttato in maglia Orange il 16 novembre 1994 ed ha fatto parte della spedizione olandese agli Europei del 1996. Nel complesso ha giocato in Nazionale 9 partite segnando 3 reti.

### Allenatore
Dopo il ritiro, Mulder è diventato allenatore, facendo parte dal 2008 dello staff dello Schalke 04 di cui è stato co-allenatore fino all'estate 2009. Attualmente è opinionista dell'emittente olandese NOS Studio Voetbal.

## Statistiche

### Cronologia presenze e reti in Nazionale
| Cronologia completa delle presenze e delle reti in nazionale ― Paesi Bassi | Cronologia completa delle presenze e delle reti in nazionale ― Paesi Bassi | Cronologia completa delle presenze e delle reti in nazionale ― Paesi Bassi | Cronologia completa delle presenze e delle reti in nazionale ― Paesi Bassi | Cronologia completa delle presenze e delle reti in nazionale ― Paesi Bassi | Cronologia completa delle presenze e delle reti in nazionale ― Paesi Bassi | Cronologia completa delle presenze e delle reti in nazionale ― Paesi Bassi | Cronologia completa delle presenze e delle reti in nazionale ― Paesi Bassi |
| Data                                                                       | Città                                                                      | In casa                                                                    | Risultato                                                                  | Ospiti                                                                     | Competizione                                                               | Reti                                                                       | Note                                                                       |
| -------------------------------------------------------------------------- | -------------------------------------------------------------------------- | -------------------------------------------------------------------------- | -------------------------------------------------------------------------- | -------------------------------------------------------------------------- | -------------------------------------------------------------------------- | -------------------------------------------------------------------------- | -------------------------------------------------------------------------- |
| 16-11-1994                                                                 | Rotterdam                                                                  | Paesi Bassi                                                                | 0 – 0                                                                      | Rep. Ceca                                                                  | Qual. Euro 1996                                                            | -                                                                          | 13’                                                                        |
| 14-12-1994                                                                 | Rotterdam                                                                  | Paesi Bassi                                                                | 5 – 0                                                                      | Lussemburgo                                                                | Qual. Euro 1996                                                            | 1                                                                          | 46’                                                                        |
| 6-9-1995                                                                   | Rotterdam                                                                  | Paesi Bassi                                                                | 1 – 0                                                                      | Bielorussia                                                                | Qual. Euro 1996                                                            | 1                                                                          | 64’                                                                        |
| 11-10-1995                                                                 | Ta' Qali                                                                   | Malta                                                                      | 0 – 4                                                                      | Paesi Bassi                                                                | Qual. Euro 1996                                                            | -                                                                          | 65’                                                                        |
| 15-11-1995                                                                 | Rotterdam                                                                  | Paesi Bassi                                                                | 3 – 0                                                                      | Norvegia                                                                   | Qual. Euro 1996                                                            | 1                                                                          | 79’                                                                        |
| 24-4-1996                                                                  | Rotterdam                                                                  | Paesi Bassi                                                                | 0 – 1                                                                      | Germania                                                                   | Amichevole                                                                 | -                                                                          | 56’                                                                        |
| 29-5-1996                                                                  | Tilburg                                                                    | Paesi Bassi                                                                | 2 – 0                                                                      | Cina                                                                       | Amichevole                                                                 | -                                                                          |                                                                            |
| 22-6-1996                                                                  | Liverpool                                                                  | Francia                                                                    | 0 – 0 dts (5 – 4 dtr)                                                      | Paesi Bassi                                                                | Euro 1996 - Quarti di finale                                               | -                                                                          | 80’                                                                        |
| 28-4-1999                                                                  | Arnhem                                                                     | Paesi Bassi                                                                | 1 – 2                                                                      | Marocco                                                                    | Amichevole                                                                 | -                                                                          | 80’                                                                        |
| Totale                                                                     |                                                                            | Presenze                                                                   | 9                                                                          |                                                                            | Reti                                                                       | 3                                                                          |                                                                            |

## Palmarès

### Club

#### Competizioni nazionali
- Coppa di Germania: 2

Schalke 04 2000-2001, 2001-2002

### Competizioni internazionali
- Coppa UEFA: 1

Schalke 04: 1996-1997